# フレデリック・クレインス
フレデリック・クレインス（Frederik CRYNS、1970年 - ）は、ベルギー出身の歴史学者。国際日本文化研究センター副所長・研究部教授。専攻は日欧交流史、科学史。

## 来歴・人物
ベルギー出身。1993年ルーヴァン・カトリック大学文学部卒業後、2000年京都大学大学院人間・環境学研究科修士課程修了、2003年同博士課程修了、「宇田川玄真の神経観 「遠西医範」・『医範提綱』の文献学的研究」で博士（人間・環境学）。
2003年に国際日本文化研究センター助手、2006年に同助教授、2007年4月に同准教授、2020年4月より同教授、2022年4月より現職。

## 主な著作

### 単著
- 『江戸時代における機械論的身体観の受容』臨川書店、2006
- 『十七世紀のオランダ人が見た日本』臨川書店、2010
- 『オランダ商館長が見た 江戸の災害』講談社現代新書 2019　※磯田道史解説
- 『ウィリアム・アダムス　家康に愛された男・三浦按針』ちくま新書 2021
- 『戦国武家の死生観 なぜ切腹するのか』幻冬舎新書 2025

### 共著
- 『低地諸国の言語事情―ゲルマンとラテンの間で』（河崎靖との共著、大学書林）2002
- 『オランダ語の基礎 文法と練習』（河崎靖、クレインス桂子との共著、白水社）2004
- 『中級オランダ語　表現と練習』（クレインス桂子との共著、白水社）2011
- 『ニューエクスプレス　オランダ語単語集』（クレインス桂子との共著、白水社）2012
- 『戦乱と民衆』（倉本一宏・磯田道史・呉座勇一との共著、講談社現代新書）2018
- 『明智光秀と細川ガラシャ: 戦国を生きた父娘の虚像と実像』（井上章一・郭南燕・呉座勇一との共著、筑摩選書）2020

### 編著・共編著
- 『日蘭関係史をよみとく下巻 運ばれる情報と物』（臨川書店）2015
- 『三浦按針の謎に迫る 家康を支えたイギリス人臣下の実像』（森良和・小川秀樹との共編著、玉川大学出版部）2022